# Lmhosts
Local Manager Hosts (Lmhosts) je soubor, který je používán pro rozlišení doménových a NetBIOS jmen v rámci sítě, pokud selžou všechny ostatní metody (například WINS).
V operačním systému Microsoft Windows najdeme soubor lmhosts v c:\LMHOSTS, dokumentaci a ukázkový soubor potom v C:\WINDOWS\system32\drivers\etc\lmhosts.sam.
V UNIXových systémech tento soubor využívá Samba. Lmhosts potom často najdeme v adresáři /etc/samba nebo /usr/local/samba/lib.